# Beyond Blue
Beyond Blue est un organisme australien à but non lucratif qui vise à accroître la sensibilisation et améliorer le traitement de la dépression, des troubles bipolaires, des troubles anxieux et des autres troubles mentaux.

## Historique
Beyond Blue a été créé en octobre 2000 par une initiative quinquennale de l'État fédéral, des États et des Territoires après une période de débat public sur le traitement des personnes souffrant de dépression. Jusqu'à présent, Beyond Blue a eu tendance à privilégier le soutien aux traitements médicamenteux par rapport aux traitements psychologiques.
Le directeur de Beyond Blue est Jeff Kennett, l'ancien premier ministre du Victoria.
De nombreux hommes politiques ont encouragé les gens à donner à Beyond Blue et à en obtenir de l'aide s'ils souffrent de dépression. Il s'agit notamment de l'ancien Premier Ministre d'Australie-Occidentale Geoff Gallop et John Brogden, ancien leader de l'opposition du Parti libéral de Nouvelle-Galles du Sud.